# Сан Джорджо ди Мантова
Сан Джо̀рджо ди Ма̀нтова (на италиански: San Giorgio di Mantova, на местен диалект: San Sors, Сан Сорс) е било община в Северна Италия, провинция Мантуа, регион Ломбардия. Админстративен център на община е било градче Мотела (Mottella), което е разположено на 25 m надморска височина.
Сега територията е част от община Сан Джорджо Бигарело.